# Antonio Domenico Gamberini

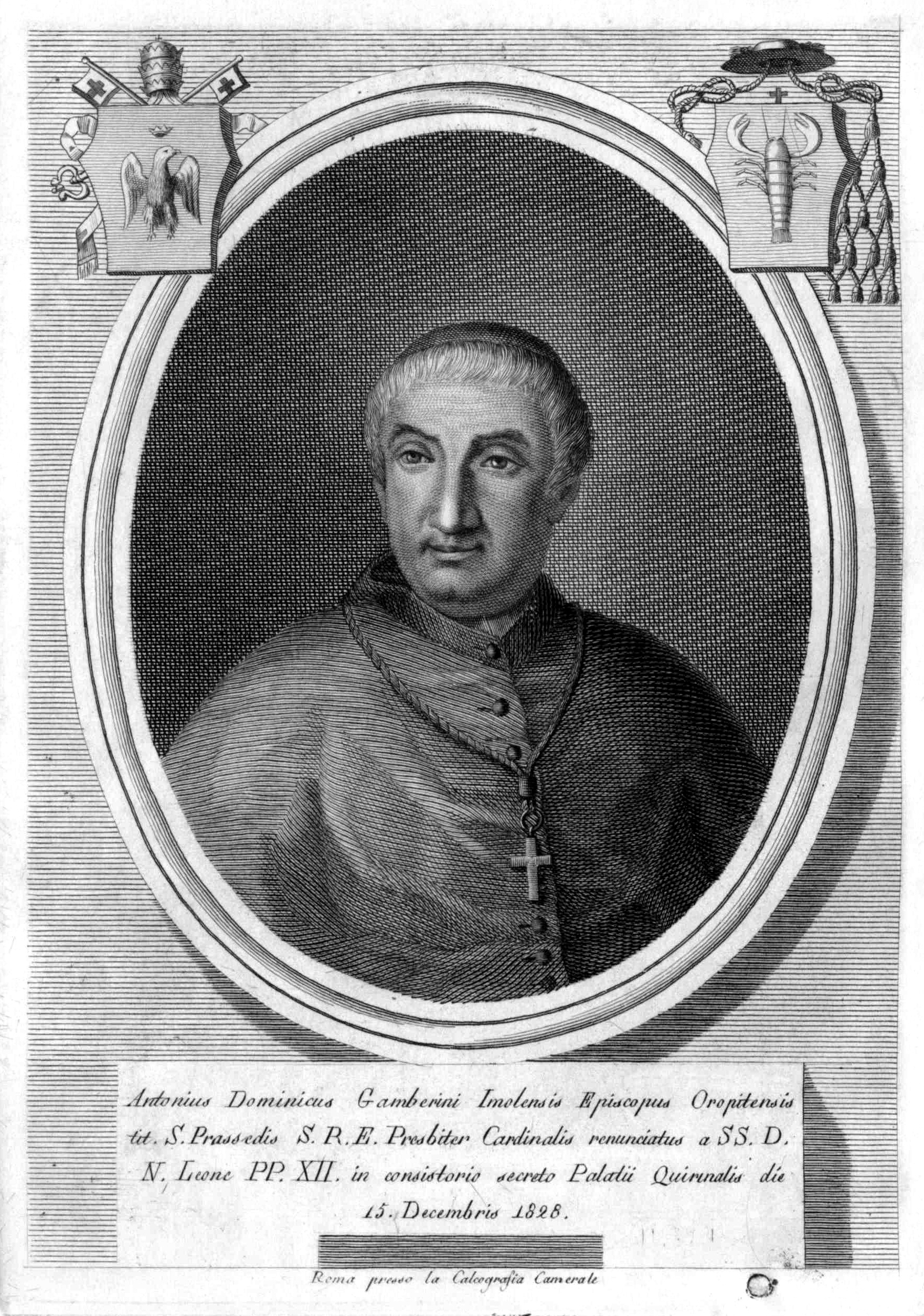
Antonio Domenico Kardinal Gamberini (nach 1828)

Antonio Domenico Gamberini (* 31. Oktober 1760 in Imola, Italien; † 25. April 1841 in Rom) war ein italienischer Geistlicher, Bischof von Orvieto und später Kurienkardinal der römisch-katholischen Kirche.

## Leben
Gamberini, Sohn einer Patrizierfamilie, studierte zunächst bei seinem Vater, einem Juristen, und danach in Rom. 1798 kehrte er nach Imola zurück und etablierte sich während der französischen Herrschaft über Europa als Jurist. Nach der Restauration des Kirchenstaats begann er seine Laufbahn an der Kurie. Papst Pius VII. ernannte Gamberini 1818 zum Referenten an der Apostolischen Signatur und verlieh ihm den Titel eines Päpstlichen Hausprälaten. Im selben Jahr wurde er Auditor der Römischen Rota. 1823 wurde er Sekretär der Kleruskongregation. Papst Leo XII. ernannte ihn nach seiner Wahl zum Kanonikus der Vatikanbasilika.
Am 29. Februar 1824 empfing Gamberini die Priesterweihe. Im Dezember 1825 ernannte ihn Leo XII. zum Bischof von Orvieto. Die Bischofsweihe spendete ihm am 15. Januar 1826 Kardinal Pietro Francesco Galleffi. Mitkonsekratoren waren Giuseppe Della Porta Rodiani und Filippo Filonardi. Im Konsistorium vom 15. Dezember 1828 nahm ihn der Papst als Kardinalpriester von Santa Prassede ins Kardinalskollegium auf. Im nächsten Jahr nahm er am Konklave 1829 teil und nach dem Tod Pius’ VIII. auch am Konklave 1830–1831.
1833 legte Kardinal Gamberini die Leitung des Bistums Orvieto nieder und wurde von Gregor XVI. zum Staatssekretär für innerkirchliche Angelegenheiten ernannt, nachdem der Papst das Staatssekretariat zuvor in die Sektion für innerkirchliche und in die Sektion für außerkirchliche Angelegenheiten geteilt hatte. Er setzte in seinem Amt die Verfolgung von Schmugglern und eine stärkere Überwachung des Bettelwesens durch. 1839 wurde er in die Reihe der Kardinalbischöfe aufgenommen und erhielt das suburbikarische Bistum Sabina.
1840 legte er sein Amt aus gesundheitlichen Gründen nieder und starb im folgenden Jahr im Alter von 80 Jahren. Er wurde in seiner früheren Titelkirche Santa Prassede beigesetzt.